# Arquebisbat de les Esglésies russes a l'Europa occidental

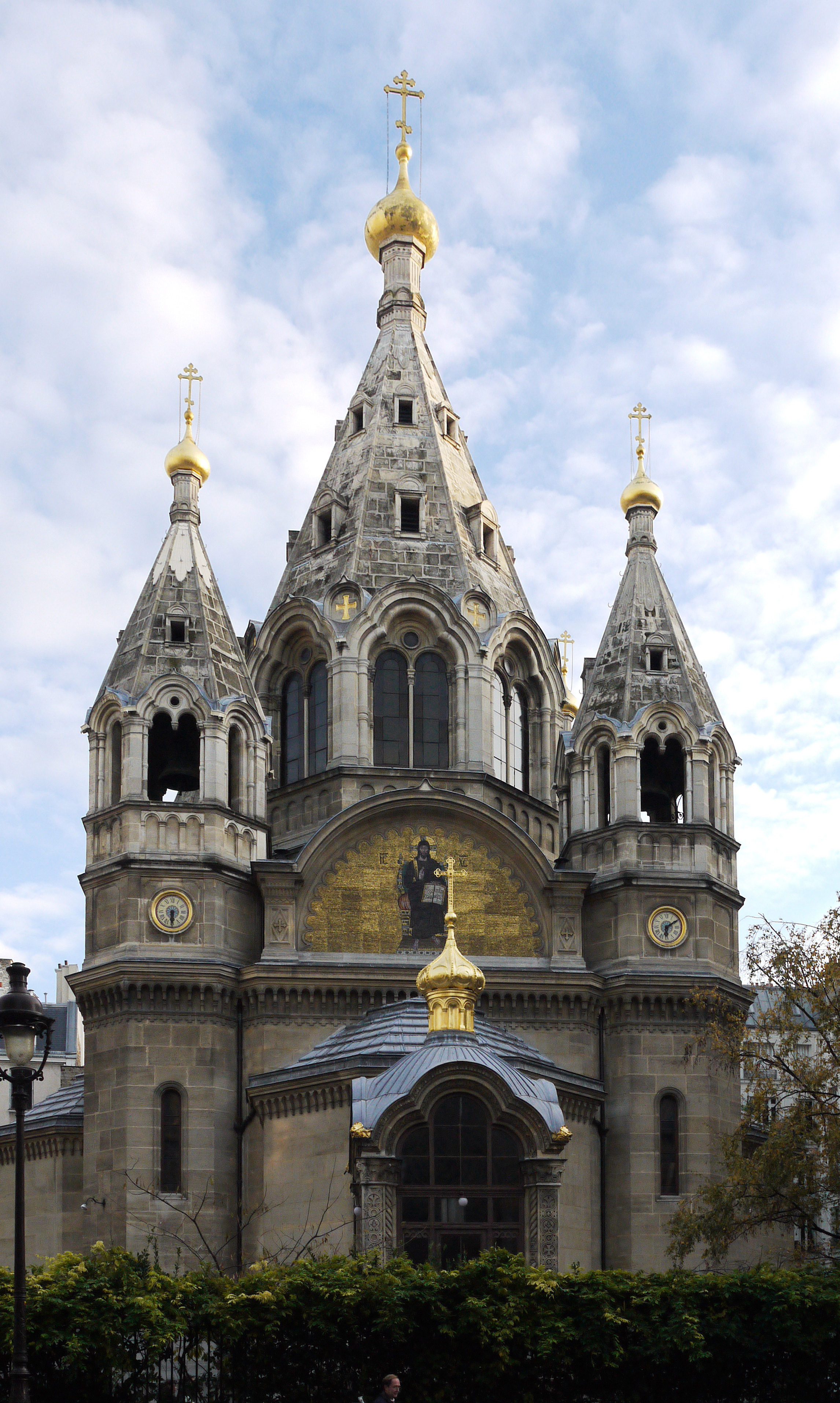
La Catedral Alexandre Nevski de París, seu de l'exarcat.

L'Arquebisbat de les Esglésies russes a l'Europa occidental una diòcesi amb un estatus especial dins del Patriarcat de Moscou. Amb seu a París, ha agrupat a l'Europa occidental (essencialment França) a parròquies ortodoxes russes que durant el segle XX es van desvincular del Patriarcat de Moscou. Sota la jurisdicció d'aquest arquebisbat, destaquen la Catedral Alexandre Nevski i l'Institut de teologia ortodoxa Saint-Serge.

## Història
L'Exarcat té els seus orígens en la Metròpoli d'Europa Occidental de l'Església Ortodoxa Russa, que establí el Patriarca Tikhon. A finals de 1930, el metropolità Eulogi Georgievsky desvinculà les parròquies de la jurisdicció del Patriarcat de Moscou, a causa dels problemes interns que l'Església russa patí arran de la repressió i control de l'era soviètica. No acceptant tampoc la legitimitat de l'Església Ortodoxa Russa a l'exili, les parròquies van quedar aleshores sota protecció del Patriarcat de Constantinoble. L'exarcat fou tancat el 1966 pel Patriarca Anteàgores, assenyalant que la jurisdicció obeïa a raons provisionals que ja no la feien necessària. El mateix patriarca el va reinstaurar el 22 de gener de 1971, de nou sota la protecció del Patriarcat de Constantinoble, però amb autonomia d'organització interna. Aquest estatut va ser beneït pel Patriarca Bartomeu I el 19 de juny de 1999, reconeixent per a l'exarcat la plena autonomia de l'Arxidiòcesi en termes administratius, pastorals i materials. L'any 2006, l'exarcat va incorporar el Vicariat de la Gran Bretanya i Irlanda.